# WCW World War 3
| Año  | Ganador      | Ganador |
| ---- | ------------ | ------- |
| 1995 | Randy Savage |         |
| 1996 | The Giant    |         |
| 1997 | Scott Hall   |         |
| 1998 | Kevin Nash   |         |

World War 3 fue un evento PPV anual de lucha libre profesional producido por la World Championship Wrestling. World War 3 también fue el nombre de la pelea típica del evento, una battle royal de sesenta hombres divididos en tres rings, siendo la respuesta de la WCW a la Royal Rumble de la World Wrestling Federation. El evento siempre tuvo lugar en noviembre. Como la Royal Rumble, el nombre del evento era igual al de la battle royal. Los cuatro eventos tuvieron lugar en dos estadios, el Norfolk Scope y the Palace of Auburn Hills. En 1999, fue remplazado por Mayhem.

## Reglas
Las reglas de la World War 3 eran similares a las reglas de la Royal Rumble, pero con unas diferencias:
- La WW3 se disputaba en tres ring con 20 hombres cada uno.
- Los 60 hombres empezaban la pelea al mismo tiempo.

La reglas de la World War 3 eran:
- Los sesenta hombres eran asignados aleatoriamente a un ring antes de la pelea.
- La pelea empezaba en los tres rings a la vez cuando la campana sonaba.
- Los luchadores eran eliminados cuando les tiraban por encima de la tercera cuerda y tocaban el suelo con ambos pies. En 1998, también se podía eliminar por cuenta o por rendición y si se bajaba del ring en cualquier momento.
- Cuando quedaban treinta hombres, todos se movían al ring central y continuaban peleando. Esta regla se eliminó en el 1998, haciendo que se movieran al ring central cuando quedaban quince luchadores.
- El último hombre en el ring era declarado ganador.

En la primera World War 3, el ganador, Randy Savage, fue recompensado con el vacante Campeonato Mundial de los Pesos Pesados de la WCW. En los siguientes años, el ganador recibía una oportunidad por el título en un PPV. El ganador de la World War 3 1996, The Giant, obtuvo su oportunidad por el título en Souled Out 1997, el de 1997, Scott Hall, en Uncensored 1998 y el de 1998, Kevin Nash, en Starrcade 1998 el siguiente mes.

## Resultados

### 1995
World War 3 1995 tuvo lugar el 26 de noviembre de 1995 desde el Norfolk Scope en Norfolk, Virginia.
- Johnny B. Badd derrotó a Diamond Dallas Page reteniendo Campeonato Mundial de la Televisión (12:35)
  - Badd cubrió a Page después de un "Slingshot Leg Drop".
  - Como resultado, Badd ganó los servicios de Kimberly Page.
- Big Bubba Rogers derrotó a Jim Duggan en un Taped Fist match (10:08)
  - Rogers ganó después de golpear a Duggan con una cadena.
- Bull Nakano y Akira Hokuto (con Sonny Onoo) derrotaron a Mayumi Ozaki y Cutie Suzuki (9:16)
  - Nakano cubrió a Ozaki después de un "Leg Drop" desde la tercera cuerda.
- Kensuke Sasaki (con Sonny Onoo) derrotó a Chris Benoit reteniendo el Campeonato Peso Pesado de los Estados Unidos de la WCW (10:00)
  - Sasaki cubrió a Benoit después de un "Northern Lights Bomb".
- Lex Luger derrotó a Randy Savage (5:28)
  - Luger forzó a Savage a rendirse con un "Armbar".
- Sting derrotó a Ric Flair (14:30)
  - Sting forzó a Flair a rendirse con un "Scorpion Deathlock".
- Randy Savage ganó el Three Ring, 60 man battle royal ganando el Campeonato Mundial Peso Pesado de la WCW (29:40)
  - Al final del combate, The Giant sacó a Hogan por debajo de las cuerdas y, cuando el árbitro vio a Hogan en el suelo, dio por ganador a Savage.
  - Los otros participantes fueron: Scott Armstrong, Steve Armstrong, Arn Anderson, Johnny B. Badd, Marcus Bagwell, Chris Benoit, Big Train Bart, Bunkhouse Buck, Cobra, Disco Inferno, Jim Duggan, Bobby Eaton, Ric Flair, The Giant, Eddy Guerrero, Hulk Hogan, Mr. JL, Chris Kanyon, Brian Knobbs, Kurasawa, Lex Luger, Joey Maggs, Meng, Hugh Morrus, Maxx Muscle, Scott Norton, One Man Gang, Paul Orndorff, Diamond Dallas Page, Buddy Lee Parker, Brian Pillman, Sgt. Craig Pittman, Stevie Ray, Lord Steven Regal, Scotty Riggs, Road Warrior Hawk, Big Bubba Rogers, Jerry Sags, Ricky Santana, Kensuke Sasaki, Shark, Fidel Sierra, Dick Slater, Mark Starr, Sting, Dave Sullivan, Kevin Sullivan, Super Assassin #1 and #2, Booker T, Squire David Taylor, Bobby Walker, VK Wallstreet, Pez Whatley, Mike Winner, Alex Wright, James Earl Wright, The Yeti, and Zodiac.

### 1996
World War 3 1996 tuvo lugar el 24 de noviembre de 1996 desde el Norfolk Scope en Norfolk, Virginia.
- Ultimate Dragon (con Sonny Onoo) derrotó a Rey Misterio, Jr. reteniendo el J-Crown Championship (13:48)
  - Dragon cubrió a Misterio después de un "Running Sitout Powerbomb".
- Chris Jericho derrotó a Nick Patrick (8:02)
  - Jericho cubrió a Patrick después de un "Superkick".
- The Giant derrotó a Jeff Jarrett (6:05)
  - Giant cubrió a Jarrett después de un "Chokeslam".
- Harlem Heat (Booker T y Stevie Ray) (con Sister Sherri) derrotaron a The Amazing French-Canadians (Jacques Rougeau y Pierre Ouelette) (con Col. Robert Parker) (9:14)
  - Booker cubrió a Oulette después de un "Harlem Hangover".
- Sister Sherri derrotó a Col. Robert Parker por cuenta de fuera (1:30)
- Dean Malenko derrotó a Psychosis reteniendo el Campeonato Peso Crucero de la WCW (14:33)
  - Malenko cubrió a Psychosis con un "Sunset Flip".
- The Outsiders (Scott Hall y Kevin Nash) derrotaron a The Faces of Fear (Meng y The Barbarian) (con Jimmy Hart) y The Nasty Boys (Brian Knobbs y Jerry Sags) en un Triangle match reteniendo el Campeonato Mundial en Parejas de la WCW (16:08)
  - Nash cubrió a Knobbs después de un "Jacknife Powerbomb".
- The Giant ganó el Three Ring, 60 man battle royal (28:21)
  - Giant eliminó finalmente a Luger.
  - Giant ganó una oportunidad por el Campeonato Mundial Peso Pesado de la WCW.
  - Los otros participantes fueron: Arn Anderson, Marcus Bagwell, The Barbarian, Chris Benoit, Big Bubba, Jack Boot, Bunkhouse Buck, Cíclope, Disco Inferno, Jim Duggan, Bobby Eaton, Mike Enos, Galaxy, Joe Gómez, Jimmy Graffiti, Johnny Grunge, Juventud Guerrera, Eddy Guerrero, Scott Hall, Prince Iaukea, Ice Train, Mr. JL, Jeff Jarrett, Chris Jericho, Kenny Kaos, Konnan, Lex Luger, Dean Malenko, Steve McMichael, Meng, Rey Misterio, Jr., Hugh Morrus, Kevin Nash, Scott Norton, Pierre Ouelette, Diamond Dallas Page, La Parka, Sgt. Craig Pittman, Jim Powers, Robbie Rage, Stevie Ray, Lord Steven Regal, The Renegade, Scotty Riggs, Roadblock, Jacques Rougeau, Tony Rumble, Mark Starr, Rick Steiner, Ron Studd, Kevin Sullivan, Syxx, Booker T, David Taylor, the Último Dragón, Villaño IV, Michael Wallstreet, Pez Whatley y Alex Wright.

### 1997
World War 3 1997 tuvo lugar el 23 de noviembre de 1997 desde el The Palace of Auburn Hills en Auburn Hills, Míchigan.
- The Faces of Fear (Meng y The Barbarian) derrotaron a Glacier y Ernest Miller (9:09)
  - Meng cubrió a Miller con un "Tongan Death Grip".
- Perry Saturn derrotó a Disco Inferno reteniendo el Campeonato Mundial de la Televisión de la WCW (8:19)
  - Saturn forzó a Inferno a rendirse con un "Rings of Saturn".
- Yuji Nagata (con Sonny Onoo) derrotó a Último Dragón (12:45)
  - Nagata cubrió a Dragon.
- The Steiner Brothers (Rick y Scott) derrotaron a Blue Bloods (Lord Steven Regal y Squire David Taylor) reteniendo el Campeonato Mundial en Parejas de la WCW (9:45)
  - Rick cubrió a Regal después de un "Steiner Bulldog".
- Raven derrotó a Scotty Riggs en un No Disqualification match (9:43)
  - Raven cubrió a Riggs después de un "Evenflow DDT".
- Steve McMichael derrotó a Alex Wright (3:36)
  - McMichael cubrió a Wright después de un "Mongo Spike".
- Eddy Guerrero derrotó a Rey Misterio, Jr. reteniendo el Campeonato Peso Crucero de la WCW (12:42)
  - Guerrero cubrió a Misterio después de un "Frog Splash".
- Curt Hennig derrotó a Ric Flair reteniendo el Campeonato Peso Pesado de los Estados Unidos de la WCW (17:57)
  - Hennig cubrió a Flair después de golpearle con el campeonato.
- Scott Hall ganó el Three Ring, 60 man battle royal (29:48)
  - Al final, Kevin Nash (disfrazado de Sting) interfirió en el combate y eliminó a the Giant.
  - Hall ganó una oportunidad por el Campeonato Mundial Peso Pesado de la WCW en Uncensored 1998.
  - La pelea empezó con 59 luchadores y cuando solo quedaban Hall, Page y the Giant, Hulk Hogan (quién era el campeón en ese momento) entró en la pelea como el número 60.
  - Los otros participantes fueron: Chris Adams, Brad Armstrong, Marcus Bagwell, The Barbarian, Chris Benoit, Bobby Blaze, Booker T, Cíclope, Damian, El Dandy, Barry Darsow, Disco Inferno, Jim Duggan, Fit Finlay, Héctor Garza, The Giant, Glacier, Johnny Grunge, Juventud Guerrera, Chavo Guerrero, Jr., Eddie Guerrero, Curt Hennig, Hulk Hogan, Prince Iaukea, Chris Jericho, Lizmark Jr., Lex Luger, Dean Malenko, Steve McMichael, Meng, Ernest Miller, Rey Mysterio, Hugh Morrus, Mortis, Yuji Nagata, John Nord, Diamond Dallas Page, La Parka, Stevie Ray, Lord Steve Regal, The Renegade, Rocco Rock, Randy Savage, Silver King, Norman Smiley, Louie Spicolli, Rick Steiner, Scott Steiner, Super Caló, Squire David Taylor, Ray Traylor, Último Dragon, Greg Valentine, Villano IV, Villano V, Vincent, Kendall Windham, Wrath y Alex Wright

### 1998
World War 3 1998 tuvo lugar el 22 de noviembre de 1998 desde el The Palace of Auburn Hills en Auburn Hills, Míchigan.
- Wrath derrotó a Glacier (8:22)
  - Wrath cubrió a Glacier después de un "Meltdown".
- Stevie Ray (con Vincent) derrotó a Konnan por descalificación (6:55)
  - Konnan fue descalificado después de lanzar al árbitro Billy Silverman fuera del ring.
- Ernest Miller y Sonny Onoo derrotaron a Perry Saturn y Kaz Hayashi (8:04)
  - Onoo cubrió a Saturn después de un "Feliner" de Miller.
- Billy Kidman derrotó a Juventud Guerrera ganando el Campeonato Peso Crucero de la WCW (15:27)
  - Kidman cubrió a Guerrera después de un "Seven Year Itch".
- Rick Steiner y Scott Steiner (con Buff Bagwell) terminaron sin resultado
  - El combate terminó cuando Goldberg atacó al árbitro.
- Kevin Nash y Scott Hall (con Vincent, Scott Norton, The Giant, Stevie Ray y Brian Adams) terminaron sin resultado
  - El combate no llegó a comenzar ya que Eric Bischoff ordenó a Norton, Giant, Vincent, Ray y Adams atacar a Hall.
- Chris Jericho (con Ralphus) derrotó a Bobby Duncum, Jr. reteniendo el Campeonato Mundial de la Televisión de la WCW (13:19)
  - Jericho cubrió a Duncum después de golpearle con el campeonato.
- Kevin Nash ganó el Three Ring, 60 man battle royal (22:33)
  - Nash eliminó finalmente a Hall y Luger.
  - Nash ganó una oportunidad por el Campeonato Mundial Peso Pesado de la WCW.
  - Los otros participantes fueron: Chris Adams, Chris Benoit, Bobby Blaze, Cíclope, Damien, El Dandy, Barry Darsow, The Disciple, Disco Inferno, Bobby Duncum, Jr., Bobby Eaton, Mike Enos, Scott Hall, Héctor Garza, The Giant, Glacier, Juventud Guerrera, Chavo Guerrero, Jr., Eddy Guerrero, Hammer, Kenny Kaos, Kaz Hayashi, Horace Hogan, Barry Horowitz, Prince Iaukea, Chris Jericho, Kanyon, Billy Kidman, Konnan, Lenny Lane, Lex Luger, Lizmark, Jr., Lodi, Dean Malenko, Steve McMichael, Ernest Miller, Chip Minton, Rey Misterio, Jr., Scott Norton, La Parka, Buddy Lee Parker, Psicosis, Scott Putski, Stevie Ray, The Renegade, Scotty Riggs, Perry Saturn, Silver King, Norman Smiley, Scott Steiner, Super Caló, Johnny Swinger, Booker T, Tokyo Magnum, Villaño V, Vincent, Kendall Windham, Wrath y Alex Wright
- Diamond Dallas Page derrotó a Bret Hart reteniendo el Campeonato Peso Pesado de los Estados Unidos de la WCW (18:31)
  - Page cubrió a Hart después de un Diamond Cutter.